# Dømkirke
Dømkirke è il quarto album dal vivo del gruppo musicale statunitense Sunn O))), pubblicato nel 2008.
La copertina è un dipinto dell'artista norvegese Tania Stene.

## Tracce
1. Why Dost Thou Hide Thyself in Clouds? – 15:08
2. Cannon – 18:05
3. Cymatics – 15:46
4. Masks the Ætmospheres – 15:15

## Formazione
- Stephen O'Malley
- Greg Anderson
- Attila Csihar
- Steve Moore
- Lasse Marhaug
- T.O.S